# Titularbistum Azura
Azura ist ein Titularbistum der römisch-katholischen Kirche.
Die in Nordafrika gelegene Stadt war ein alter römischer Bischofssitz, der im 7. Jahrhundert mit der islamischen Expansion unterging. Er lag in der römischen Provinz Numidien.
| Titularbischöfe von Azura |                                 |                                 |                   |                   |
| Nr.                       | Name                            | Amt                             | von               | bis               |
| 1                         | Afonso Maria Ungarelli MSC      | Prälat von Pinheiro (Brasilien) | 13. November 1948 | 23. Mai 1988      |
| 2                         | Edward Dajczak                  | Weihbischof in Gorzów (Polen)   | 15. Dezember 1989 | 23. Juni 2007     |
| 3                         | António José da Rocha Couto SMP | Weihbischof in Braga (Portugal) | 6. Juli 2007      | 19. November 2011 |
| 4                         | Gaétan Proulx OSM               | Weihbischof in Québec (Kanada)  | 12. Dezember 2011 | 2. Juli 2016      |
| 5                         | Jorge Rodríguez-Novelo          | Weihbischof in Denver (USA)     | 25. August 2016   |                   |